# María Isolina Godard
 María Isolina Godard ( Buenos Aires, Argentina, 9 de agosto de 1905 – ídem, 29 de junio de 1935 ) fue una pianista y compositora dedicada principalmente al género del tango, que utilizaba los seudónimos de M. Dradog y de Maruca.

## Actividad profesional
Su padre, Mauricio Godard, era gerente general de la discográfica Nacional Odeon, propiedad del empresario Max Glücksmann. Su padre fue, desde ese cargo, un gran divulgador del tango y sus intérpretes en general y del dúo Gardel-Razzano en particular, a quienes  conoció en 1915 en el Café de los Angelitos ubicado en Rivadavia y Rincón. En ese momento no le interesaron mayormente pero en 1917 los observa más perfeccionados y mucho más populares, por lo que los contrató para grabar con muy buen resultado. En ese ambiente Isolina  conoció a directores, ejecutantes e intérpretes, incluido Gardel.
La primera composición de Isolina fue el vals Idolo mío que grabó en 1923 Roberto Firpo y más adelante vinieron los tangos Alma mía (no confundir con el vals de 1936, música de Diego Centeno y letra de Héctor Marcó), Atardecer pampeano, Colosal mujer, Dónde estás corazón (no confundir con el tango homónimo de Augusto Berto y Luis Martínez Serrano, Juntando amores, Lucerito,  Mamboretá y Dónde. Juan Andrés Caruso escribió la letra de su tango Caricias,  que fue premiado en el concurso de la Casa Odeón, y en su shimmy Circe, ambos grabados por Carlos Gardel. Otros dos tangos con letra de Caruso, Anochecer y Adoración, fueron grabados por Ignacio Corsini. Isolina Godard actuó como pianista en varias emisoras de Buenos Aires.
Falleció en Buenos Aires el 29 de junio de 1935.